# Armand Dufaux

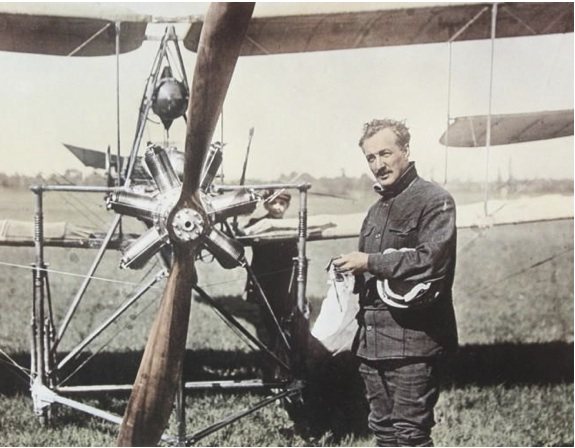
Armand Dufaux

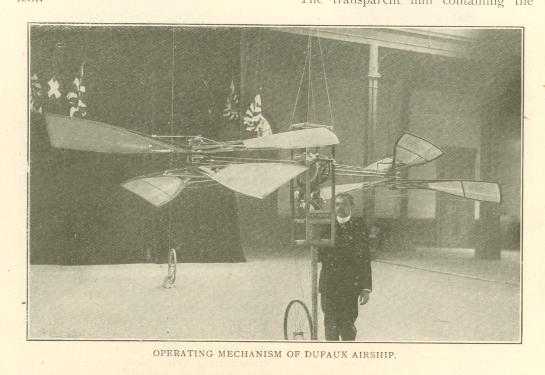
Dufaux 1906

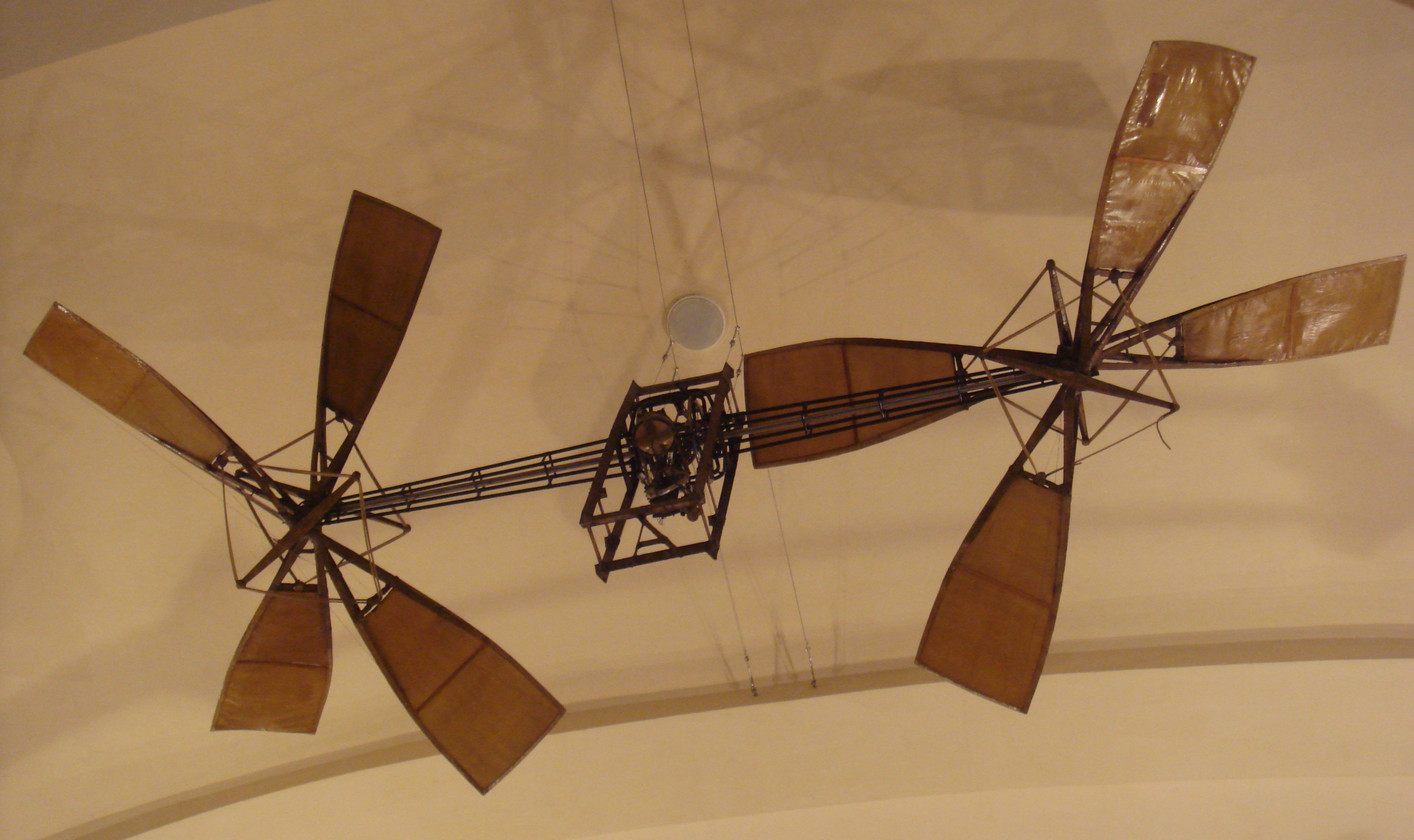
Prototipo di elicottero di Dufaux (1905). Musée des Arts et Métiers, Parigi.

Armand Dufaux (Parigi, 13 gennaio 1883 – Ginevra, 17 luglio 1941) è stato un imprenditore e aviatore svizzero, pioniere dell'aviazione che divenne famoso per il volo sul lago di Ginevra nel 1910.

## Biografia
Egli e suo fratello, Henri Dufaux (1879-1980), erano nati in Francia. Il loro primo progetto fu un modello di elicottero del peso di 17 kg (che volò per la prima volta nel 1905), seguito da un triplano che non riuscì a volare e un terzo progetto di un velivolo che cadde al primo volo.
Il Dufaux 4 fu il primo loro modello che ebbe successo. Il 28 agosto 1910, Armand volò da Saint-Gingolph a Ginevra (c. 64 km), in 56 minuti e 5 secondi, vincendo il premio Perrot-Duval di 5.000 franchi svizzeri.
Verso la fine del 1910, i fratelli crearono ana società di vendita di aerei, e nel 1911, vendettero il loro "Dufaux 5" al diciottenne Ernest Failloubaz, i cui voli di ricognizione costituirono l'inizio dell'aviazione militare svizzera.
Un esemplare del Dufaux 4 è oggi esposto al Museo svizzero dei trasporti. Nel 1997, Armand Dufaux venne ritratto nei francobolli svizzeri, come uno dei quattro pionieri dell'aviazione svizzera.